# Bradophila
Bradophila is een geslacht van eenoogkreeftjes uit de familie van de Bradophilidae. De wetenschappelijke naam van het geslacht is voor het eerst geldig gepubliceerd in 1878 door Levinsen.

## Soorten
- Bradophila pygmaea Levinsen, 1878